# Денис Кораблёв
Денис Кораблёв — сквозной заглавный герой цикла из 80 рассказов «Денискины рассказы» Виктора Драгунского.
Прототипом главного героя стал сын писателя, Денис Драгунский, впоследствии известный журналист и драматург.
В семье Кораблёвых, согласно первым рассказам, трое — мама, папа и их сын Денис. В рассказе «Сестра моя Ксения (Новогодний подарок)», в семье появляется дочка Ксения. Её прототипом стала дочь Виктора Драгунского Ксения Драгунская, впоследствии известный драматург. Лучший друг — Мишка Слонов.
Семья живёт: на Каретном Ряду («Приключение»), возле Цирка («Не хуже вас, цирковых»), в Трёхпрудном переулке («На Садовой большое движение»).
На момент публикации первых историй, например, «Англичанин Павля», Дениске восемь лет и он закончил первый класс, идёт во второй.

## Экранизации
В экранизациях имя главного героя варьируется.
- 1962 — Весёлые истории, Михаил Кисляров — Дениска Кораблёв
- 1966 — Девочка на шаре (детский фильм), Ираклий Циргиладзе — Дениска Кораблёв
- 1970 — Волшебная сила (художественный музыкальный телефильм; новелла «Мстители из 2-го В»), Костя Цепкаев — Денис Кораблёв, ученик 2-го «в»
- 1970 — Денискины рассказы (художественный музыкальный телефильм, состоит из четырёх новелл), Миша Мень — Дениска
- 1973 — Где это видано, где это слыхано (короткометражный телефильм), Сергей Крупеников — Денис Кораблёв
- 1973 — Капитан (короткометражный телефильм), Петя Мосеев — Денис Кораблёв
- 1973 — Подзорная труба (короткометражный телефильм), Александр Михайлов — Денис Кораблёв
- 1973 — Пожар во флигеле (короткометражный телефильм), Саша Михайлов — Денис Кораблёв
- 1976 — По секрету всему свету (двухсерийный художественный телефильм), Владимир Станкевич — Дениска Кораблёв
- 1979 — Удивительные приключения Дениса Кораблёва, Серёжа Писунов — Денис Кораблёв (озвучивает Маргарита Корабельникова)